# Ordem
Ordem ist eine Gemeinde (Freguesia) im portugiesischen Kreis (Concelho) von Lousada. In ihr leben 1197 Einwohner (Stand 30. Juni 2011).

## Geschichte
Bereits 770 bestand hier eine Kirchengemeinde. Der Ortsname geht vermutlich auf Ordem dos Cavaleiros do Templo zurück, den portugiesischen Namen für den Templerorden, der das Gebiet im Verlauf der Reconquista erhielt.

## Kultur und Sehenswürdigkeiten
Die im 16. Jahrhundert errichtete Gemeindekirche Igreja Paroquial de Ordem (nach ihrer Schutzpatronin auch Igreja de Santa Eulália) steht unter Denkmalschutz.